# Phanerotoma soror
Phanerotoma soror är en stekelart som beskrevs av Van Achterberg 1990. Phanerotoma soror ingår i släktet Phanerotoma och familjen bracksteklar. Inga underarter finns listade i Catalogue of Life.